# Älskar barnet modersfamnen
Älskar barnet modersfamnen är en kristen psalm. Texten är skriven Johan Kahl och bearbetades senare av Christopher Dahl och Johan Olof Wallin.

## Publicerad i
- 1819 års psalmbok, som nummer 474 under rubriken "Med avseende på de yttersta tingen: En trogen själs glädje att skiljas hädan".
- Den svenska psalmboken 1937, som nummer 558 under rubriken "H. De yttersta tingen: 2. Det kristna hoppet inför döden".